# 特羅揚
特羅揚（發音：[troˈjan]）是保加利亞洛維奇州的城鎮，位於該國中部，距離首都索菲亞160公里，海拔高度380米，該地區自舊石器時代有人類居住，2009年人口21,997。在保加利亞解放后城市得到發展。特羅揚所在的地區也是國家級自然保護區。

## 友好城市
- 法國 塞纳河畔维尼厄
- 北馬其頓 多伊兰（英语：Dojran）
- 德国 埃尔旺根
- 白俄羅斯 馬里納戈爾卡
- 法國 佩尔讷莱方丹
- 義大利 弗利

## 外部連結
- Official website of Troyan （页面存档备份，存于）
- Tourism in Troyan, Bulgaria website （页面存档备份，存于）
- News from Troyan
- CityNet Troyan OnLine) （页面存档备份，存于）

42°53′N 24°43′E / 42.883°N 24.717°E